# Communication Breakdown
"Communication Breakdown" é uma canção da banda britânica de rock Led Zeppelin. Lançada em seu álbum de estreia Led Zeppelin, em 12 de janeiro de 1969.

## Estrutura
O riff de guitarra foi tocado por Page através de um pequeno amplificador Supro microfonado, e passou a Fender Telecaster através de um Wah Vox totalmente fechado para criar a sonoridade de guitarra "em uma caixa de sapatos" como destaque no começo da música. "Communication Breakdown" também é uma das poucas canções onde Page faz vocais de apoio.

## Versões ao vivo
A canção foi popular nos shows do Led Zeppelin, sendo a única canção a ser tocada durante todos os anos de turnês da banda. Geralmente, abria shows ou era posta como bis.
"Communication Breakdown" foi a última música executada no ano de 1975 e 1979 para a banda em Earls Court em 25 de maio de 1975 e Knebworth em 11 de agosto de 1979.

## Gravações
Nos Estados Unidos, a faixa foi lançada como lado B do single "Good Times Bad Times".
No BBC Sessions, lançado em 1997, esta canção foi apresentada três vezes, cada uma com uma improvisação ligeiramente diferente dos músicos. Duas versões ao vivo retiradas de apresentações no programa de TV Tous en scène em Paris em 1969 e em Royal Albert Hall em 1970 também pode ser visto no DVD Led Zeppelin. É também uma das poucas canções do Led Zeppelin em que o grupo fez um vídeo sincronia labial adequado para a qual também está disponível no DVD Led Zeppelin.
A canção foi usada na trilha sonora do filme Small Soldiers, de 1998.

## Formatos e tracklistings
Veja "Good Times Bad Times"

## Integrante
- Jimmy Page - guitarra
- Robert Plant - vocais, harmônica
- John Bonham - bateria
- John Paul Jones - baixo, bandolim, teclados